# Armand Vallée (peintre)
Armand Vallée, né le 27 décembre 1884 à Paris où il est mort le 28 janvier 1960, est un peintre français.

## Biographie
Armand Georges Louis Vallée est le fils de Sulpice Jean Léon Vallée, horloger, et de Charlotte Beyssen, couturière. Il a pour frère l'acteur Marcel Vallée (1880-1957).
Agé de 20 ans, il est agent de banque en Guinée portugaise, puis devient dessinateur de mode, affichiste, illustrateur et dessinateur humoriste pour de nombreux journaux illustrés tels Fantasio, La vie parisienne, Ridendo, Ric et Rac...
En 1909, il épouse à Asnières Adrienne Seuriot.
Il meurt à son domicile parisien de la rue Saint-Michel à l'âge de 75 ans. Il est inhumé le 3 février 1960 au Cimetière parisien de Bagneux.